# Bowilis
Els bowilis són els membres d'un grup ètnic de la regió Volta de Ghana que parlen la llengua tuwuli. Segons l'ethnologue, el 2003 hi havia 11.400 bowilis i segons el joshuaproject n'hi ha 15.000. El codi ètnic dels bowilis és NAB59b i el seu ID és 10957.

## Geografia
Els bowilis viuen a la zona del llac Volta, a l'est de la ciutat d'Amanfro, a la carretera entre Hohoe i Jasikan, a la regió Volta, a l'est de Ghana. Jasikan és la seu del districte en que viuen els bowilis. Hi ha 12 aldees bowirls, el cap de les quals viu a Amanfrom, que disputa la capitalitat dels bowilis amb el poble d'Anyinase.

## Economia
Els bowiris són principalment agricultors. Els seus principals cultius són la mandioca, la dacsa i el nyam. El seu mercat principal està situat a Kwamekrom.

## Parentiu i habitatge
Els bowiris normalment viuen en grups de quinze persones en les que hi ha un marit amb dues dones i la família estesa del marit.

## Religió
Els bowilis han viscut moltes dècades amb missioners cristians. Tot i això, la religió tradicional es manté forta, fins i tot entre la gent que teòricament s'ha convertit al cristianisme. Ells han afegit les creences cristianes a les seves pròpies creences tradicionals. Segons el joshuaproject, molts bowilis no entenen l'evangelització perquè les pregàries es fan en llengua ewe.
Segons el joshuaproject el 90% dels bowilis són cristians i el 10% creuen en religions africanes tradicionals. El 40% dels cristians són catòlics, el 30% són protestants i el 30% pertanyen a esglésies cristianes independents. A més a més el 20% dels cristians són evangelistes.